# Stig Rästa
Stig Rästa, né le 24 février 1980 à Tallinn, est un chanteur estonien.
Le 21 février 2015, il gagne la finale estonienne Eesti Laul 2015, en duo avec Elina Born et vont tous deux représenter l'Estonie au Concours Eurovision de la chanson 2015 à Vienne, en Autriche avec la chanson Goodbye to Yesterday (Adieu à hier). Ils participent à la première demi-finale, le 19 mai 2015, où ils terminent 3e et se qualifient pour la finale du concours. Ils obtiennent la 7e place avec 106 points lors de la finale

## Biographie
Il a fait partie des groupes estoniens Traffic et Slobodan River.